# Cuscuta pulchella
Cuscuta pulchella är en vindeväxtart som beskrevs av Georg George Engelmann. Cuscuta pulchella ingår i släktet snärjor, och familjen vindeväxter. Inga underarter finns listade i Catalogue of Life.